# 領群特
領群特是漢譯《阿含經》中的一個意譯詞語，對應吠陀梵語中的，和巴利語《小部·經集》中的vasala，在婆羅門口中是對卑賤穢惡之人的蔑稱。《雜阿含經》記載釋迦牟尼曾被婆羅豆婆遮婆羅門稱為領群特，此意譯中“特”為“牛父”，加“領群”修飾而轉義為“牛王領眾”。在《別譯雜阿含經》中將這個古老詞語意譯為旃陀羅，即賤民之意。印度教傳說中，孔雀帝國開國之君旃陀羅笈多也曾因首陀羅出身被如此稱呼，在佛教傳統中常將佛法比喻為牛王正道。

## 佛經釋義
在佛陀被稱呼為領群特的經文中，一個婆罗门对佛陀说：「領群特止步不要进我家门」，佛問他知道領群特和領群特法嗎，他隨即敷床座請佛陀入坐而求教，佛陀向他闡明了造何等惡業者是為領群特，而不應以種姓確定人之淨穢善惡。

## 有關記載
婆羅門將佛陀稱為領群特的這個事例，涉及到的釋迦族和印度東方部族的種姓問題。在印度種姓制度中，賤民是不可接触者，不歸屬在种姓制度四大種姓之中，只能从事被认为是最低贱的职业，如抬死尸、清除粪便等。在佛教記載中，旃荼羅意為“惡人”，世稱為煮狗者，是不列入瓦爾那制度內的賤民之一，只能居住村外，走在路上，贱民要佩带特殊的标记，口中要不断发出特殊的声音，或敲击某种器物，以提示高级种姓的人及时躲避。
佛經記載的释迦族种姓在那个时代是较為高贵的，例如释迦族人瞧不起婆羅門迦葉三兄弟及其一千弟子。《長阿含經·世記經》中記載人類世界起源於閻浮提，閻浮提中第一個造的城為瞻婆城，次為伽尸婆羅捺城，再次為王舍城，這些地方皆位於印度東方、恆河流域中下游。佛經記載，釋迦牟尼被認為出身於波夷那国，釋迦牟尼的堂弟阿難，被稱為鞞提訶牟尼，代表釋迦族與印度東部更古老的毘提訶王國之間可能有密切關係。
在《長阿含經》中記載，在釋迦族之外，俱利、冥寧、跋耆、末羅、酥摩等五族也崇信釋迦牟尼佛；這些小族都居住在印度東方，從恆河流域兩岸一直到喜馬拉雅山區，彼此相互通婚。在佛教第二次結集記載中，因毘舍離的跋闍族比丘所行十事而引起了印度東西方僧團之間的巨大爭論。

## 學術研究
印順將Vasalaka解釋為毘舍離人，釋迦族因視同於毘舍離人而受到婆羅門的種族歧視，並贊同釋迦族為黃色人種之論斷。